# U-310
U-310 — средняя немецкая подводная лодка типа VIIC времён Второй мировой войны.

## История
Заказ на постройку субмарины был отдан 5 июня 1941 года. Лодка была заложена 30 января 1942 года на верфи Флендер-Верке, Любек, под строительным номером 310, спущена на воду 3 января 1943 года. Лодка вошла в строй 24 февраля 1943 года под командованием лейтенанта Клауса Фридланда.

### Командиры
- 24 февраля 1943 года — 26 сентября 1943 года оберлейтенант цур зее Клаус Фридланд
- 27 сентября 1943 года — 8 мая 1945 года оберлейтенант цур зее Вольфганг Лей

### Флотилии
- 24 февраля 1943 года — 31 июля 1944 года — 8-я флотилия (учебная)
- 1 августа 1944 года — 4 сентября 1944 года — 7-я флотилия
- 5 сентября 1944 года — 8 мая 1945 года — 13-я флотилия

### История службы
Лодка совершила 6 боевых походов, потопила 2 судна суммарным водоизмещением 14 395 брт. Капитулировала 8 мая 1945 года в Тронхейме, Норвегия. 29 мая 1945 года выведена из эксплуатации там же. Разобрана в марте 1947 года.